# UFC Fight Night: Dawson vs. Green
UFC Fight Night: Dawson vs. Green (también conocido como UFC Fight Night 229, UFC on ESPN+ 87 y UFC Vegas 80) fue un evento de artes marciales mixtas producido por Ultimate Fighting Championship que tuvo lugar el 7 de octubre de 2023 en el UFC Apex en Enterprise, Nevada, parte del área metropolitana de Las Vegas, Estados Unidos.

## Antecedentes
El combate de peso ligero entre Grant Dawson y Bobby Green encabezó el evento.
Se esperaba un combate de peso pluma entre Daniel Pineda y Khusein Askhabov para este evento. Sin embargo, el 11 de septiembre Askhabov fue detenido tras ser relacionado con un delito de secuestro y tortura en Tailandia, y el combate se canceló.
Se esperaba un combate de peso mosca femenino entre Montana De La Rosa y Stephanie Egger para este evento. Sin embargo, Egger se retiró por razones no reveladas y fue sustituida por JJ Aldrich.
Se esperaba un combate de peso gallo entre Chris Gutiérrez y Montel Jackson para este evento. Sin embargo, Jackson se retiró por razones desconocidas y Gutiérrez fue programado para enfrentarse a Alateng Heili una semana después en UFC Fight Night: Yusuff vs. Barboza.
Se esperaba un combate de peso semipesado entre Ion Cuțelaba y Philipe Lins para este evento. Sin embargo, el combate se canceló el mismo día del evento por razones desconocidas.

## Premios de bonificación
Los siguientes luchadores recibieron bonificaciones de $50000 dólares.
- Pelea de la Noche: No se concedió ninguna bonificación.
- Actuación de la Noche: Bobby Green, Joe Pyfer, Drew Dober y Nate Maness